# Dorstenia foetida
Dorstenia foetida là một loài thực vật có hoa trong họ Moraceae. Loài này được Schweinf. mô tả khoa học đầu tiên năm 1896.

## Hình ảnh

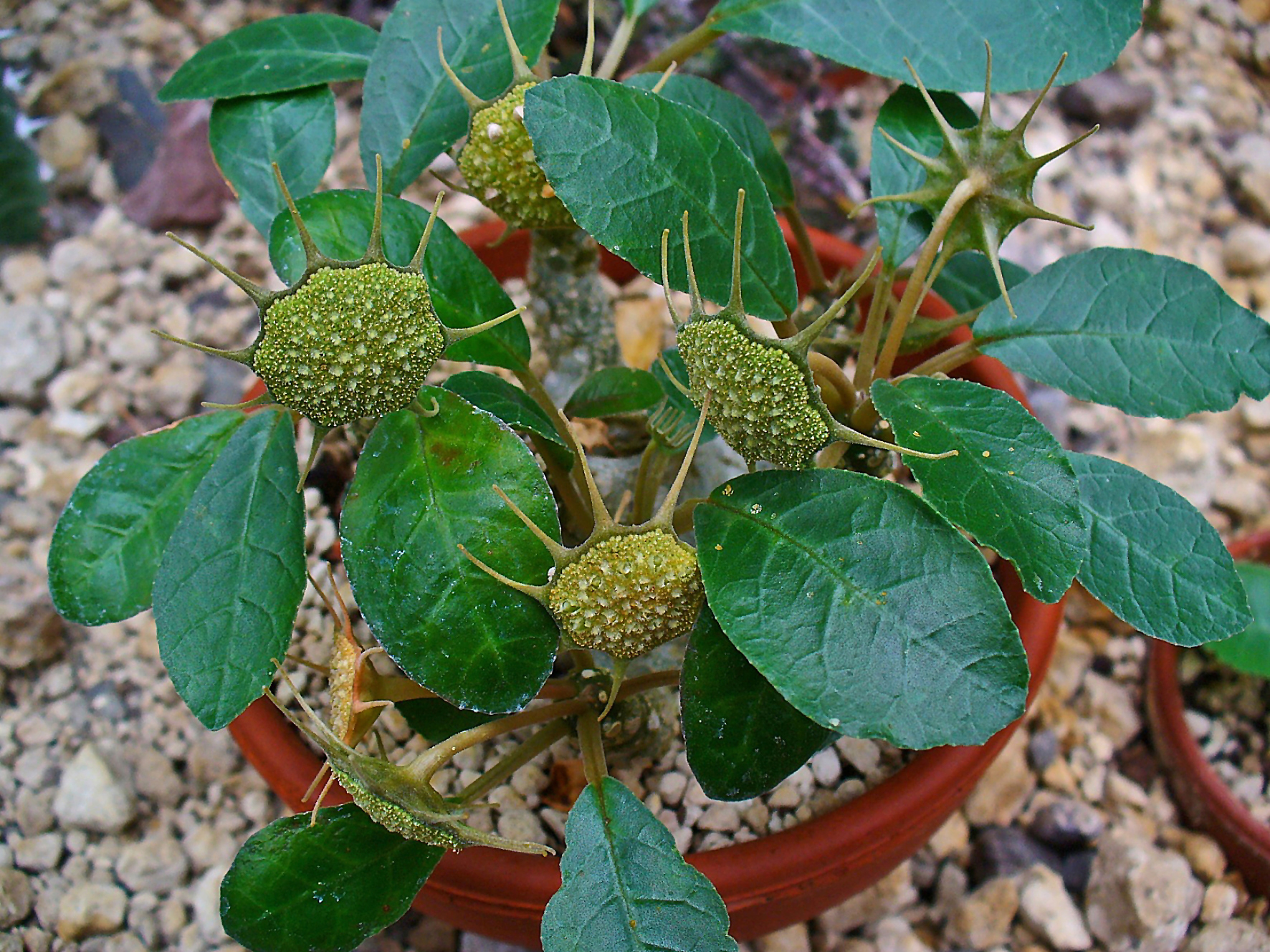
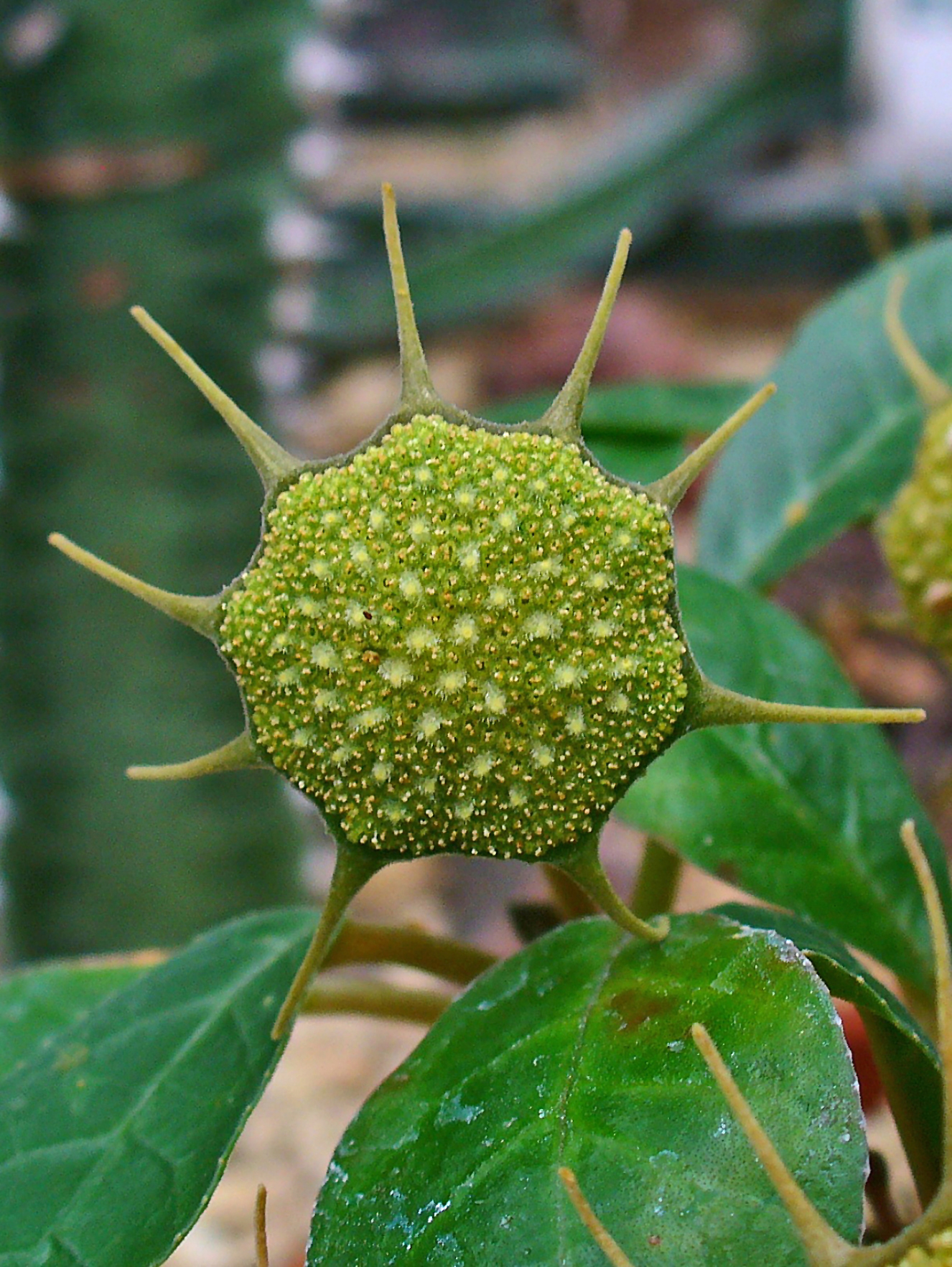
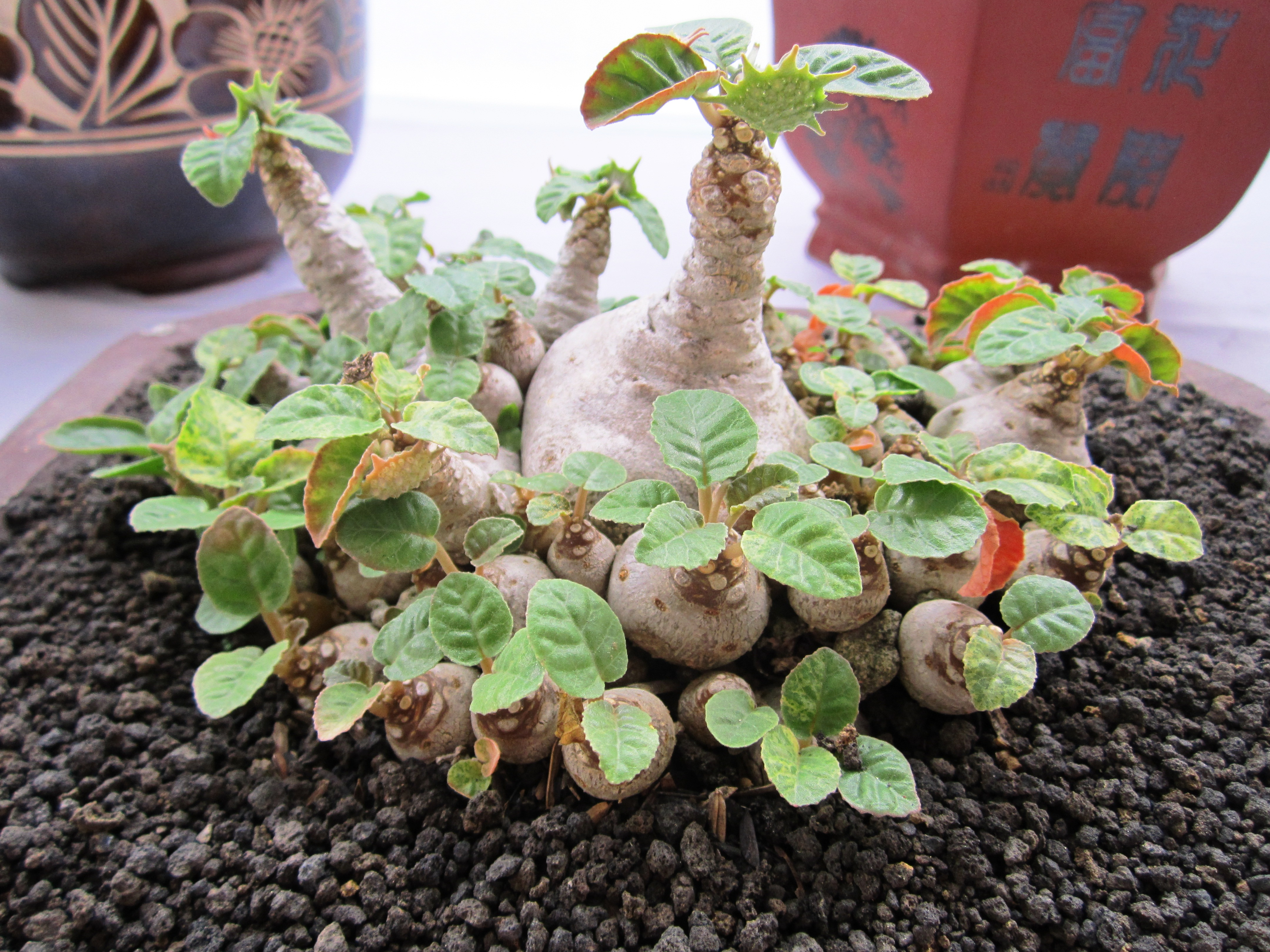
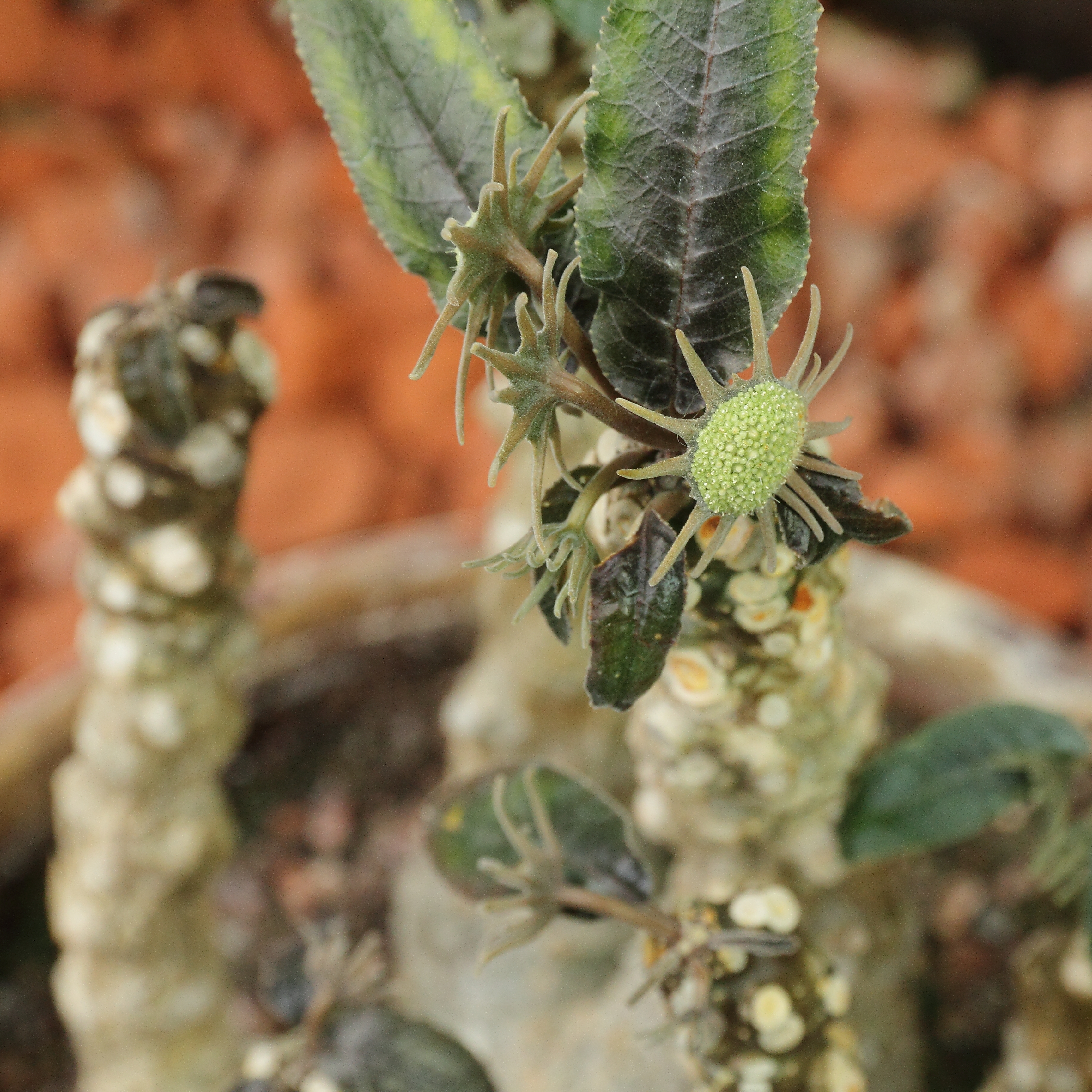